# بوطور قديم
البوطور القديم (الاسم العلمي:†Palaeopotorous) هو جنس منقرض من الجرابيات الصغيرة يتبع فصيلة البوطورات من كنغريات الشكل.

## التصنيف
النوع الوحيد المعروف من جنسه هو  البوطور القديم المدثور (†Palaeopotorous priscus)، ويضع هذا الجنس أحيانا ضمن أسرة البوطوراوات أو كجنس نمطي لأسرة البوطوراوات القديمة (Palaeopotoroinae). يمكن تلخيص الترتيب المحافظ للأنواع الحديثة والأحفورية على النحو التالي:
- فصيلة البوطورات

- أسرة †البوطوراوات القديمة

- جنس البوطور القديم

- نوع البوطور القديم المدثور